# Hideaki Itsuno
Hideaki Itsuno (伊津野 英昭, Itsuno Hideaki) (né le 7 avril 1971) est un réalisateur et concepteur de jeux vidéo japonais. Il est principalement connu pour avoir réalisé les titres Power Stone, Dragon's Dogma et tous les épisodes principaux de la série Devil May Cry à l'exception du premier épisode. Il a également travaillé sur de nombreux jeux de combat de Capcom tels que Darkstalkers, Street Fighter Alpha ou encore Rival Schools.

## Biographie
Hideaki Itsuno rejoint Capcom en 1994 et ses premiers travaux voient le jour en 1995 où il travaille en tant que designer pour le jeu de combat Street Fighter Alpha: Warriors' Dreams,. Il réalise les jeux de combat Star Gladiator: I - Final Crusade, Rival Schools: United by Fate, JoJo's Bizarre Adventure: Heritage for the Future et Power Stone sortis respectivement en 1996, 1997, 1998 et 1999. Il poursuit son travail en tant que réalisateur durant les années 2000 sur des titres tels que Power Stone 2, Project Justice: Rival Schools 2 ou encore Capcom vs. SNK 2: Mark of the Millennium 2001.
En 2001, sort Devil May Cry et malgré le succès du titre, son réalisateur Hideki Kamiya n'est pas revenu pour travailler sur le deuxième épisode. Bien que le nom du réalisateur en charge pour Devil May Cry 2 soit inconnu, Hideaki Itsuno est crédité en tant que réalisateur malgré son temps limité sur le projet. Itsuno n'a été intégré au projet qu'à la fin du développement afin de remettre le projet sur les rails, après les lacunes du réalisateur original de DMC 2. L'accueil est mitigé et globalement décevant pour Devil May Cry 2,,, notamment dû à la perturbation au sein de l'équipe de développement du jeu.
Pour le développement de Devil May Cry 3 : L'Éveil de Dante, Capcom choisit Hideaki Itsuno pour réaliser ce projet dans son intégralité. Les critiques ont globalement été positives pour ce troisième épisode et nettement supérieures à celles de Devil May Cry 2,.
Itsuno revient pour réaliser Devil May Cry 4, il déclare dans un article du magazine japonais Famitsu que le design visuel cherche à donner une sensation satisfaisante de flotter dans les airs et que l'action du Devil Bringer de Nero ne pouvait être réalisée que sur une nouvelle génération de consoles telle que la PlayStation 3. Devil May Cry 4 est publié en 2008 et rencontre le succès auprès de la presse et des joueurs,.

## Productions
| Année | Titre                                             | Fonction                |
| ----- | ------------------------------------------------- | ----------------------- |
| 1995  | Street Fighter Alpha: Warriors' Dreams            | Planification           |
| 1996  | Star Gladiator: I - Final Crusade                 | Réalisateur             |
| 1997  | Rival Schools: United by Fate                     | Réalisateur             |
| 1998  | JoJo's Bizarre Adventure: Heritage for the Future | Planification           |
| 1999  | Power Stone                                       | Coréalisateur           |
| 2000  | Power Stone 2                                     | Réalisateur             |
| 2000  | Capcom vs. SNK: Millennium Fight 2000             | Planification           |
| 2000  | Vampire Chronicle for Matching Service            | Réalisateur             |
| 2001  | Project Justice: Rival Schools 2                  | Réalisateur             |
| 2001  | Capcom vs. SNK 2: Mark of the Millennium 2001     | Réalisateur             |
| 2001  | One Piece Mansion                                 | Réalisateur             |
| 2002  | GioGio's Bizarre Adventure                        | Planification           |
| 2002  | Auto Modellista                                   | Réalisateur             |
| 2003  | Devil May Cry 2                                   | Réalisateur             |
| 2004  | Capcom Fighting Jam                               | Consultant              |
| 2005  | Devil May Cry 3 : L'Éveil de Dante                | Réalisateur             |
| 2008  | Devil May Cry 4                                   | Réalisateur             |
| 2012  | Dragon's Dogma                                    | Réalisateur             |
| 2013  | DmC: Devil May Cry                                | Réalisateur superviseur |
| 2019  | Devil May Cry 5                                   | Réalisateur             |
| 2024  | Dragon's Dogma 2                                  | Réalisateur             |